# Smodicinus coroniger
Smodicinus coroniger là một loài nhện trong họ Thomisidae.
Loài này thuộc chi Smodicinus. Smodicinus coroniger được Eugène Simon miêu tả năm 1895.